# Gregs Tagebuch – Von Idioten umzingelt (2021)
Gregs Tagebuch – Von Idioten umzingelt ist eine Neuauflage der gleichnamigen Realverfilmung (2010, Originaltitel: Diary of a Wimpy Kid) zum Buch, die am 3. Dezember 2021 im Animationsstil exklusiv auf dem Streamingdienst Disney+ erschien. Produziert wurde der Film von Walt Disney Pictures und dem kanadischen Animationsstudio Bardel Entertainment.

## Handlung
Greg Heffley (der Hauptcharakter der Reihe) und Rupert Jefferson (Gregs bester Freund) treffen sich oft zum Spielen und stehen kurz vor ihrem Eintritt in die Middle School. Dort angekommen, haben die beiden Freunde zunächst kleinere Eingewöhnungsschwierigkeiten, trotz Vorwarnung von Gregs Bruder Rodrick: In der Mensa finden sie keinen freien Tisch, im Schulgebäude müssen sie sich auf wilde Spindsuche begeben und in der 2. Etage fehlen die Toilettentüren. Als Rupert schließlich fragt, ob Greg "zum Spielen" zu ihm nach Hause kommen wolle, platzt Greg der Kragen. Er hatte Rupert zuvor schon mehrfach darauf hingewiesen, dass man sich in der Middle School "zum Abhängen" träfe.
Beim anstehenden Halloween-Fest, an dem Greg und Rupert aufgrund ihres fortgeschrittenen Alters nur wenige Süßigkeiten geschenkt bekommen, begegnen sie einer Gruppe von Gaunern, die den beiden ihre gesamte Ausbeute klauen will. Die Begegnung ereignet sich ausgerechnet auf dem Schlangenweg, dessen Nutzung ihnen von Gregs Mutter ausdrücklich verboten wurde. Greg und Rupert entkommen knapp.
Als Rupert sich beim Spiel Todes-Dreirad den Arm bricht, welches die Eltern auch ausdrücklich verboten hatten, rät Gregs Mutter ihrem Sohn, sich bei Rupert für die Umstände und sein Fehlverhalten zu entschuldigen. Dies tut Greg jedoch nicht, was Rupert noch einmal eine größere Beliebtheit unter seinen Mitschülern verschafft. Als Rupert einen neuen Freund namens Mike findet, versucht Greg sich mit dem irren Fregley anzufreunden, was sich allerdings schon nach kurzer Zeit als Fehler herausstellt.
Als Greg und Rupert sich vor der Schule begegnen, kommt es beinahe zu einer Schlägerei zwischen den beiden. Diese wird allerdings durch das Auftauchen der Halloween-Gauner verhindert, die Greg und Rupert in die Mangel nehmen. Sie zwingen Rupert, den Käse zu essen, der schon seit Jahren auf dem Asphalt des Schulhofs gammelt. Greg hat Glück und bleibt verschont, da ein Lehrer plötzlich auftaucht und die Gauner in die Flucht schlägt. Um Rupert vor dem Spott seiner Mitschüler zu schützen und seinem Freund zu helfen, wie Gregs Mutter ihm geraten hatte, behauptet Greg gegenüber der Schülerschaft, er habe den Käse gegessen. Dies stimmt Rupert versöhnlich, sodass beide sich wieder vertragen und beschließen, ihre langjährige Freundschaft fortzuführen.

## Synchronisation
Die deutschsprachige Synchronisation entstand bei der Iyuno Germany nach einem Dialogbuch von Katharina Blum unter der Dialogregie von Andrea Wick.
| Figur            | Sprecher (englisch)     | Sprecher (deutsch) |
| ---------------- | ----------------------- | ------------------ |
| Greg Heffley     | Brady Noon              | Leo Douglas        |
| Rodrick Heffley  | Hunter Dillon           | Laurin Lechenmayr  |
| Manni Heffley    | Gracen Newton           | Romy Seldmeir      |
| Susan Heffley    | Erica Cerra             | Tinka Kleffner     |
| Frank Heffley    | Chris Diamantopoulos    | Benjamin Hirt      |
| Rupert Jefferson | Ethan William Childress | Vincent Dreiseitl  |

## Unterschiede zum originalen Film
- Chirag Gupta (im Original gespielt von Karan Brar) heißt im Animationsfilm Mike und ist nicht in der Schule zu sehen.
- Patty Farrel (im Original gespielt von Laine MacNeil) ist nicht im Film zu sehen.
- Angie Steadman (im Original gespielt von Chloë Grace Moretz) ist im Film nicht zu sehen.
- Der Animationsfilm ist 34 Minuten kürzer.
- Greg (im Original gespielt von Zachary Gordon) hat hier im Film keinen Bühnenauftritt.

## Fortsetzungen
- Am 2. Dezember 2022 erschien der zweite Teil der Animationsversion.
- Am 1. Dezember 2022 verriet Drehbuchautor und Produzent der beiden Filme in einem Exklusivinterview Folgendes (übersetzt): Ja, ich weiß nicht, wie viel ich sagen darf, aber ich kann sagen, dass „Jetzt reicht’s“ in Arbeit ist und ich hoffe, dass ich im Laufe der Zeit viele, viele weitere animierte Gregs-Tagebuch-Filme machen kann.[3]

## Rezeption
Der Film erhielt sehr gemischte Kritik, hatte auf Rotten Tomatoes schlussendlich dennoch ein positives Feedback von 73 Prozent.